# Duffy
Aimee Anne Duffy (n. 23 iunie 1984, Bangor⁠(d), Țara Galilor, Regatul Unit), cunoscută sub numele de scenă Duffy, este o compozitoare și interpretă britanică.

## Biografie

### Începutul vieții
Aimée Ann Duffy s-a născut la data de 23 iunie 1984 și a copilărit alături de sora sa geamănă Katy Ann în orașul galez de provincie Nefyn. Părinții săi, John și Joyce Duffy, erau proprietarii unui bar din localitate și au divorțat pe când micuța Aimée Ann avea nouă ani. Custodia copiilor a fost obținută de mama acestora, care s-a mutat în Pembrokeshire și s-a recăsătorit. La vârsta de treisprezece ani Aimée Ann suferea de depresie, cauzată de un complot pus la cale de fosta soție a tatălui său vitreg, care a angajat un asasin pentru a-l ucide pe acesta. În anul 2000 tânăra cântăreață părăsea căminul pe care avea să-l numească „claustrofobic, izolator” și se muta în casa din Nefyn a tatălui său.
Interesul ei pentru muzică a fost inspirat de o casetă video a tatălui ei, a unei emisiuni de muzică din 1960, intitulată Ready Steady Go!. Duffy a început să cânte de la 6 ani, purtând peste tot cu ea un caiet în care își nota versuri. A fost dată afară din corul din școala generală la vârsta de 11 ani, deoarece vocea ei era „prea mare; nu mă potriveam”.

### Începutul carierei
Duffy s-a reîntors în Nefyn la vârsta de 15 ani, și a început să cânte alături de diferite formații locale. După un proiect muzical eșuat în Elveția, Duffy s-a întors în Țara Galilor în 2003, și a fost invitată să apară în Wawffactor, o emisiune galică, similară Megastarului. Deși mulți o considerau câștigătoare, aceasta a ieșit pe locul 2.
Duffy a fost aleasă președinta "Uniunii Studenților" de la "Colegiul Meirion-Dwyfor" din Dolgellau, înainte să se transfere la "Universitatea Chester" din Anglia. Sfătuită de un lector, să "Go on the dole, love, and become a singer, a plecat, și a lucrat pentru un optician, în timp ce interpreta în Alexander's (un club local de jazz și blues) alături de chitaristul David Burton din formația The Invisible Wires.
A înregistrat un EP în galeză în 2004, și a mai apărut pe două melodii de pe albumul See You in the Morning a formației Mint Royale, în timp ce lucra ca ospătăriță și într-o pescărie. Owen Powell, membru al formației Catatonia și Richard Parfitt, din trupa 60ft Dolls, i-au făcut cunoștință cu managera Jeanette Lee. Lee i-a sugerat lui Duffy să se mute în zona Crouch End a Londrei și a aranjat o întâlnire între Duffy și fostul chitarist al trupei Suede, Bernard Butler.
După ce Butler a „introdus-o” pe Duffy în muzica soul, copiindu-i melodii pe iPodul ei, care putea să le asculte în timp ce se afla în Londra, sau pe drum spre Țara Galilor - printre care Al Green, Bettye Swann, Ann Peebles, Beyoncé Knowles, Doris Duke, Scott Walker, Phil Spector și Burt Bacharach — perechea, a început să compună diferite piese, creând un sound retro.
A semnat contractul cu A&M Records pe 23 noiembrie 2007, alături de altă stea în devenire, Adele, fiind numită cea mai proeminentă dintre așa-numitele „noi Amy” (referire la cântăreața Amy Winehouse). Sub titlul „Noile Amy”, Adam Thompson a scris în The Times pe 30 decembrie 2007 că „Duffy, Gabriella Cilmi și Adele au șanse să devină noile Winehouse. Primele semne arată că toate au talent la grămadă - sună familiar, nu?” Lui Duffy însăși i-a displăcut comparația „noua Dusty Springfield”.. Cântăreața hip hop Estelle le-a criticat pe Duffy și Adele pentru că denaturează adevărata muzică soul. Duffy a fost de acord parțial cu aceasta, declarând că nu vrea să „definească” muzica soul, dar nu a fost de acord cu faptul că rasa ar fi o problemă.
Duffy a cântat în timpul emisiunii Later with Jools Holland de pe BBC2,, ceea ce a dus la încă o apariție a ei, într-o emisiune asemănătoare, Hottenanny, unde, printre altele, a interpretat alături de legenda soul Eddie Floyd. Pe 22 februarie 2008, a apărut pentru a treia oară la Later with Jools Holland, și a cântat „Rockeferry”, „Mercy” și „Stepping Stone”. De asemenea, a mai apărut la BB2 în timpul emisiunii „The Culture Show”, pe 23 februarie 2008, și a cântat „Mercy”.
În Țara Galilor, este considerată echivalentul pop al mezzo-sopranei Katherine Jenkins. Un număr de critici i-au apreciat personalitatea neschimbată și farmecul natural.

### Rockferry
Butler și partenerul muzician al acestuia, David McAlomnt, și un număr de alți interpreți au format baza noii trupe ale lui Duffy pentru albumul ei de debut, Rockferry, care a fost lansat de casa de discuri Polydor pe 3 martie 2008. După lansarea unui single în ediție limitată, Rockferry în noiembrie 2007, Duffy a lansat următorul single, Mercy, care a debutat pe locul 1 în topul downloadărilor pe 17 februarie 2008. Duffy este prima cântăreață galică care a ajuns pe locul 1 cu o melodie pop, în ultimii 25 de ani, și singura artistă din peninsula Llŷn care a ajuns pe prima poziție a topului oficial al Marii Britanii.
A dezvăluit faptul că Rockferry este o referire la zona Rock Ferry, de unde este tatăl ei. De asemenea, a menționat că atât Mercy și Stepping Stone sunt autobiografice. Mercy se referă la „libertate sexuală” și „să nu faci ceva doar pentru că vrea altcineva” iar Stepping Stone la faptul că nu-și exprimă sentimentele unei persoane de care s-a îndrăgostit.
În America de Nord Duffy este văzută ca cea mai recentă din „invazia britanică”, după căntărețe precum Amy Winehouse și Leona Lewis. Acestea au fost comparate cu „invazia” originală, condusă de Beatles și Rolling Stones. În martie 2008, Duffy a avut prima performanță în America, la conferința SXSW și în New York. Primul festival la care a participat a fost Coachella Festival. Interpretarea a început cu probleme de sunet, dar „a încântat mulțimea cu Rockferry, Serious, Warwick Avenue și Mercy”.

În mai 2008, Mercy era una din cele mai difuzate piese pe VH1, și un hit la posturile de radio și fusese prezentată în serialele Spitalul de urgență, Anatomia lui Gray și Smallvile  și pe coloana sonoră a filmului Totul despre sex: Filmul. Pe 10 mai, Duffy a lansat un remix pentru melodia "Mercy", colaborare cu artistul rap The Game. Pe 13 mai Rockferry a fost lansat în Statele Unite, primind recenzii pozitive. și a debutat pe locul 4. Pentru a promova albumul, Duffy a interpretat la clubul new-yorkez Apollo Theater și a apărut la diferite emisiuni, iar un afiș mare cu ea a fost făcut public în Times Square.. La sfârșitul săptămânii 22 mai Mercy a ajuns pe locul 27 în Billboard Hot 100, datorită downloadărilor digitale.
Duffy va cânta la diferite festivaluri, inclusiv Virgin Mobile în Baltimore în august. și la festivalul Osheaga în Montreal, Canada pe 4 August.
Cântăreața a primit trei nominalizări la premiile MOJO, la categoriile Albumul anului, Melodia anului și Debutul anului. Cele 3 nominalizări reprezintă cea mai mare cantitate de nominalizări obținute de un singur interpret.
Până la sfârșitul lunii mai, Rockferry s-a vândut în peste 600.000 de copii în Regatul Unit.

## Albume
| An   | Titlu                   | Poziția maximă | Poziția maximă | Poziția maximă | Poziția maximă | Poziția maximă | Poziția maximă | Poziția maximă | Poziția maximă | Poziția maximă | Poziția maximă | Poziția maximă | Poziția maximă | Vânzări                                     |
| An   | Titlu                   | EU             | UK             | NZ             | UWC            | FRA            | AUT            | SPA            | CAN            | GER            | U.S.           | ITA            | AUS            | Vânzări                                     |
| ---- | ----------------------- | -------------- | -------------- | -------------- | -------------- | -------------- | -------------- | -------------- | -------------- | -------------- | -------------- | -------------- | -------------- | ------------------------------------------- |
| 2008 | Rockferry - Formats: CD | 1              | 1              | 1              | 2              | 2              | 2              | 2              | 3              | 3              | 4              | 6              | 12             | - British Phonographic Industry: 2x Platină |

## Single-uri
| An   | Single                | Poziția maximă | Poziția maximă | Poziția maximă | Poziția maximă | Poziția maximă | Poziția maximă | Poziția maximă | Poziția maximă | Poziția maximă | Poziția maximă | Poziția maximă | Poziția maximă | Poziția maximă | Poziția maximă | Vânzări în UK | Album                   |
| An   | Single                | WW             | UK             | U.S.           | AUS            | NZ             | IRE            | CAN            | GER            | ROM            | AUT            | ITA            | FRA            | NET            | EU             | Vânzări în UK | Album                   |
| ---- | --------------------- | -------------- | -------------- | -------------- | -------------- | -------------- | -------------- | -------------- | -------------- | -------------- | -------------- | -------------- | -------------- | -------------- | -------------- | ------------- | ----------------------- |
| 2007 | "Rockferry"           | –              | 45             | –              | –              | –              | –              | –              | –              | –              | –              | –              | –              | –              | –              |               | Rockferry               |
| 2008 | "Mercy"               | 4              | 1              | 27             | 16             | 4              | 1              | 11             | 1              | 4              | 1              | 3              | 2              | 1              | 1              | 452.610       | Rockferry               |
| 2008 | "Warwick Avenue"      | 35             | 3              | –              | –              | 20             | 11             | –              | –              | 82             | –              | –              | –              | 22             | 18             | 137.213       | Rockferry               |
| 2008 | "Stepping Stone"      | –              | 21             | –              | –              | –              | 41             | –              | –              | –              | –              | –              | –              | –              | –              | –             | Rockferry               |
| 2008 | "Rain on Your Parade" | –              | 15             | –              | –              | –              | 50             | –              | –              | –              | –              | –              | –              | –              | –              | –             | Rockferry Ediția de Lux |